# Linda Evans
Linda Evans, ursprungligen Evenstad, född 18 november 1942 i Hartford, Connecticut, är en amerikansk skådespelerska, mest känd från TV-serierna The Big Valley (1965–1968) och Dynastin (1981–1989; i rollen som Krystle Carrington).
Bland andra TV-serier som Evans har gästspelat i kan nämnas Banacek, Rockford tar över, McCloud och Hunter.
Evans föräldrar var professionella dansare. Hon har en äldre och en yngre syster. Familjen flyttade till Hollywood när Evans var sex månader gammal. Namnet "Evenstad" kommer från den lilla gård i Nes i Hedmark i Norge som hennes farfarsmor och farfar och ytterligare några släktingar lämnade för USA år 1884. Hon ändrade sitt efternamn till "Evans" i början av sin karriär.
Hon var gift med skådespelaren och filmproducenten John Derek 1968–1974. Därefter var hon gift med fastighetsförvaltaren Stan Herman 1976–1981. Under åren 1989–1998 hade hon ett förhållande med den grekiske musikern Yanni.